# Cyganeria Warszawska
Cyganeria Warszawska – grupa młodych artystów, założona w 1839 r. w Warszawie, debiutująca w „Przeglądzie Warszawskim” i w „Piśmiennictwie Krajowym”, od 1841 r. posiadająca własne czasopismo „Nadwiślanin”. Działalność grupy trwała do 1843 r. Jej mecenasem był Edward Dembowski. Nazwa „Cyganeria Warszawska” nie pochodzi od jej członków, została nadana w drugiej połowie XIX w. przez krytyków i historyków literatury. Uczestnicy cyganerii nazywali siebie po prostu młodymi albo zapaleńcami.
Do grupy należeli: Seweryn Filleborn, Józef Bohdan Dziekoński, Seweryn Zenon Sierpiński, Roman Zmorski, Włodzimierz Wolski, Aleksander Niewiarowski, Jan Majorkiewicz. Kontakt z grupą utrzymywali: Cyprian Kamil Norwid, Teofil Lenartowicz, Józef Kenig, Józef Aleksander Maniszewski, Wacław Szymanowski, Karol Brodowski, Michał Morzkowski.
Cyganie warszawscy nadawali codziennym sytuacjom i zdarzeniom charakter niezwykłości. Ośmieszali strój salonowy – z byle powodu zakładali fraki. Na co dzień chodzili umyślnie brudno i ubogo. Ich atrybutami były długie włosy, brody oraz trzymane w ręku kije włóczęgów. Stronili od miasta, wędrowali po wsiach, zapisywali podania ludowe, zwyczaje i obrzędy (w tej działalności pomagał im Oskar Kolberg).
Cyganie uważali poezję za największą siłę, czcili geniusza – poetę, dla którego żądali wyjątkowego miejsca w społeczeństwie.
Tematami poruszanymi w ich utworach były najczęściej: marzenie, fikcja, sen oraz rozczarowanie. Dominował szablon romantycznych motywów: wichry, ciemne chmury, grzmoty, pioruny, wycie psów, upiory, cmentarze, uroczyska i drogi rozstajne.